# Henri Hoeimaker
Compléments
Hoeimaker est l'architecte de plusieurs églises de style baroque des Pays-Bas méridionaux
Henri Hoeimaker (en néerlandais : Hendrik Hoeymaker), né le 22 décembre 1559  à Bruges (Belgique) et décédé le 10 novembre 1626 à Tournai (Belgique), est un frère jésuite des Pays-Bas méridionaux et architecte du gothique tardif dans sa région natale.

## Biographie
Maître-maçon, son père était suffisamment aisé que pour permettre à son fils d’étudier. Henri suit brillamment le cours des études latines puis enseigne la grammaire durant un an et demi à Arras. Il entreprend des études de philosophie. Cependant, pour des raisons familiales il est contraint de rentrer en famille, à Bruges, où il exerce le métier de maçon.
Hoeimaker entre comme frère coadjuteur au noviciat de la Compagnie de Jésus, à Tournai, le 25 avril 1585. Étant donné sa compétence et ses dons intellectuels, ses supérieurs l’invitent à diverses reprises à s’engager sur la voie du sacerdoce. Il refuse et souhaite rester frère.

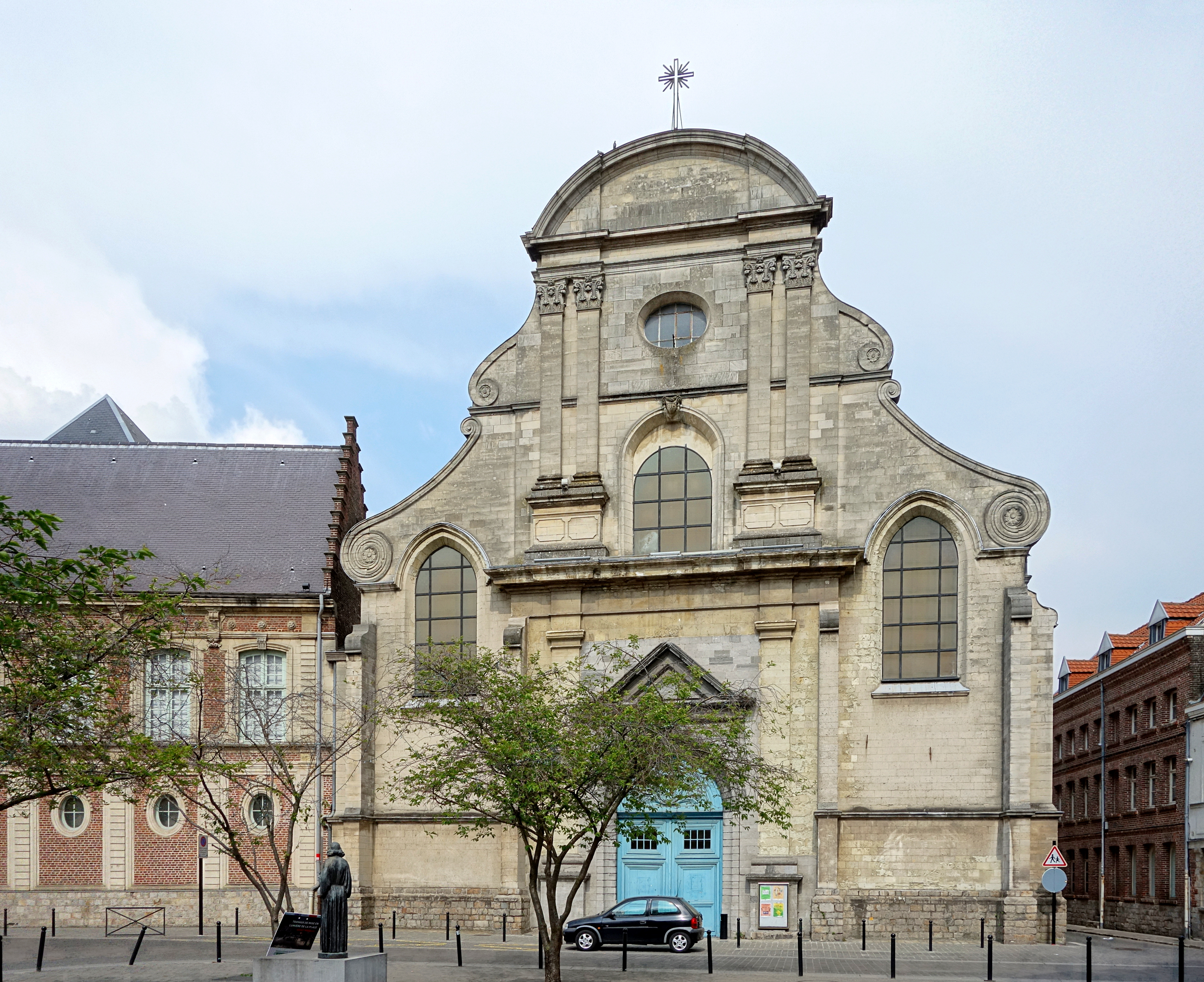
Église Saint-Nicolas, à Valenciennes, œuvre de Hoeimaker

Comme architecte il commence sa carrière en 1593 lorsqu'il construit une chapelle provisoire à Ypres et une autre à Lille. De 1596 à 1600, il réside à Louvain, où il restaure la résidence jésuite et construit la chapelle. Il commence déjà à tracer les plans des futures églises de Valenciennes (aujourd’hui église Saint-Nicolas) et de Tournai (aujourd’hui église du séminaire), qui seront réalisées respectivement de 1601 à 1607, et de 1601 à 1604.
Pour l’église du collège de Bruxelles, il a prévu un bâtiment à trois nefs, de style halle, sans transept avec sanctuaire polygonal et deux entrées. La présence d’eau dans le sous-sol contraint à arrêter les travaux commencés en 1606. Lorsque les travaux reprennent en décembre 1610, Hoeimaker n’en est plus le maître d’œuvre. Le style gothique tardif du frère jésuite n’est plus à la mode et ne plait sans doute pas au recteur qui s’est tourné vers un autre architecte récemment revenu d’Italie, Jacques Francart, qui construit l’église selon ses propres plans, de style baroque.
L’œuvre principale de Hoeimaker reste l’église du collège de Gand, édifiée de 1606 à 1619. Des années plus tard, en 1659, le recteur de l’époque  — architecte lui-même, Guillaume Van Hees —  revêt son extérieur de stucs et modifie son intérieur pour l’accommoder au style baroque. Cette église de Gand est démolie en 1798. Hoeimaker a également élaboré les plans de l’église du collège de Mons.
Comme architecte, Hoeimaker reste fidèle au style gothique particulier des Pays-Bas méridionaux même si le baroque a de plus en plus la faveur du public. Ainsi, ses églises sont à trois nefs (au contraire du baroque) et gardent un aspect médiéval, même si quelques tentatives d’adaptation au nouveau style peuvent y être discernées, tel dans l’église de Tournai.
Henri Hoeimaker passe ses dernières années au collège de Tournai, où il meurt le 10 novembre 1626.